# Talweg (Geographie)

Talweg

Das Wort Talweg bezeichnet die Verbindungslinie der tiefsten Punkte aller Querprofile in der Längsrichtung eines Flusses, Bachs, Kanals oder Tals. In gewässerfreien Tälern ist er mit der „Wassersammellinie“ identisch; dort folgen oft Wege seiner Linie.
Bei einem geraden Flussverlauf liegt der Talweg in der Regel in der Gerinnemitte, während er in Biegungen nahe an der Bogenaußenseite liegt, da die hohe Fließgeschwindigkeit durch Erosion dort die größten Tiefen hervorruft. Bei mäandernden Gewässern pendelt der Talweg zwischen den Uferlinien des Gewässers, liegt also in der Regel nicht unter der Mittellinie des Fließgewässers. Die Lage des Talwegs verändert sich dann beständig, da wechselnde Wasserstände, Fließgeschwindigkeiten und Sedimentverschiebungen das Flussbett verlagern und verformen. Der Stromstrich, der als Verbindungslinie der Punkte mit der größten Fließgeschwindigkeit definiert ist und sich bei Windstille knapp unter der Wasseroberfläche befindet, folgt im Allgemeinen dem Talweg. Je nach dem Abflussverhalten und dem Gewässergrund muss der Talweg bei verzweigten Gewässern mit Flussinseln zwischen einzelnen Flussarmen nicht im breitesten von diesen laufen, da die Strömung das Flussbett in einem schmaleren Arm schon tiefer eingegraben haben kann.
Die Lage des Talwegs wird durch Lotungen (Peilung) bestimmt und in Vermessungsprotokollen und großmaßstäbigen Karten dargestellt.

## Talweg-Standard in internationalen Grenzabkommen
Wird die Grenze zwischen zwei Ländern durch einen Fluss gebildet, so hat sich seit dem Ende des 19. Jahrhunderts durchgesetzt, den Talweg als Grenzlinie zu nutzen.
Im Abkommen von Algier von 1975 wurde der Talweg als irakisch-iranische Grenze im Fluss Schatt al-Arab festgelegt. Die Aufkündigung des Vertrags durch Saddam Hussein und seine Forderung, wieder das Ostufer als Grenze festzulegen, war einer der Auslöser des Iran-Irak-Krieges.
In der Folge eines Gipfeltreffens zwischen Michael Gorbatschow und Deng Xiaoping 1989 wurde die Grenze zwischen China und Russland (zu dieser Zeit noch Sowjetunion) formell bestätigt und in diesem Zug an den Talweg-Standard angepasst.